# Giải bóng đá nữ vô địch quốc gia 2003
Giải bóng đá nữ vô địch quốc gia 2003, tên gọi chính thức là Giải bóng đá nữ vô địch quốc gia - Cúp Kotex 2003 vì lý do tài trợ, là mùa giải thứ 6 của Giải bóng đá nữ vô địch quốc gia do VFF tổ chức. 8 đội tham dự bao gồm: Thành phố Hồ Chí Minh, Hà Nội, Hà Tây, Hà Nam, Than Cửa Ông, Lâm Đồng, Long An và Thái Nguyên, tất cả các đội thi đấu vòng tròn 1 lượt cả lượt đi và lượt về, đội có số điểm cao nhất là đội vô địch, Giải Vô địch bóng đá nữ quốc gia 2003 sẽ khai mạc tại TPHCM (thi đấu trên hai sân Trung tâm Thể thao Thành Long và quận 8) vào ngày 8/7/2003 và kết thúc vào ngày 29/7/2003.

## Cách tính điểm, xếp hạng
- Đội thắng: 3 điểm
- Đội hoà: 1 điểm
- Đội thua: 0 điểm

Tính tổng số điểm của các Đội đạt được để xếp thứ hạng.
- Nếu có từ hai Đội trở lên bằng điểm nhau, thứ hạng các Đội sẽ được xác định như sau: trước hết sẽ tính kết quả của các trận đấu giữa các Đội đó với nhau theo thứ tự: 
  - Tổng số điểm.
  - Hiệu số của tổng số bàn thắng trừ tổng số bàn thua.
  - Tổng số bàn thắng.

Đội nào có chỉ số cao hơn sẽ xếp trên.
Nếu các chỉ số vẫn bằng nhau, Ban tổ chức sẽ tổ chức bốc thăm để xác định thứ hạng của các Đội (trong trường hợp chỉ có hai đội có các chỉ số trên bằng nhau và còn thi đấu trên sân thì sẽ tiếp tục thi đá luân lưu 11m để xác định đội xếp trên).

## Tổng kết mùa giải
- Hà Nội đoạt cúp vô địch (60 triệu đồng)
- Than Cửa Ông hạng nhì (30 triệu đồng)
- Hà Tây hạng ba (15 triệu đồng)
- Thái Nguyên nhận giải phong cách
- Cầu thủ xuất sắc nhất: Minh Nguyệt (Hà Nội)
- Cầu thủ ghi nhiều bàn thắng nhất: Vũ Thị Lành (Hà Nam, 10 bàn)
- Cầu thủ người dân tộc xuất sắc nhất: Ka Thy (Lâm Đồng).[4]